# Merowinger-Kreuz von Moselkern

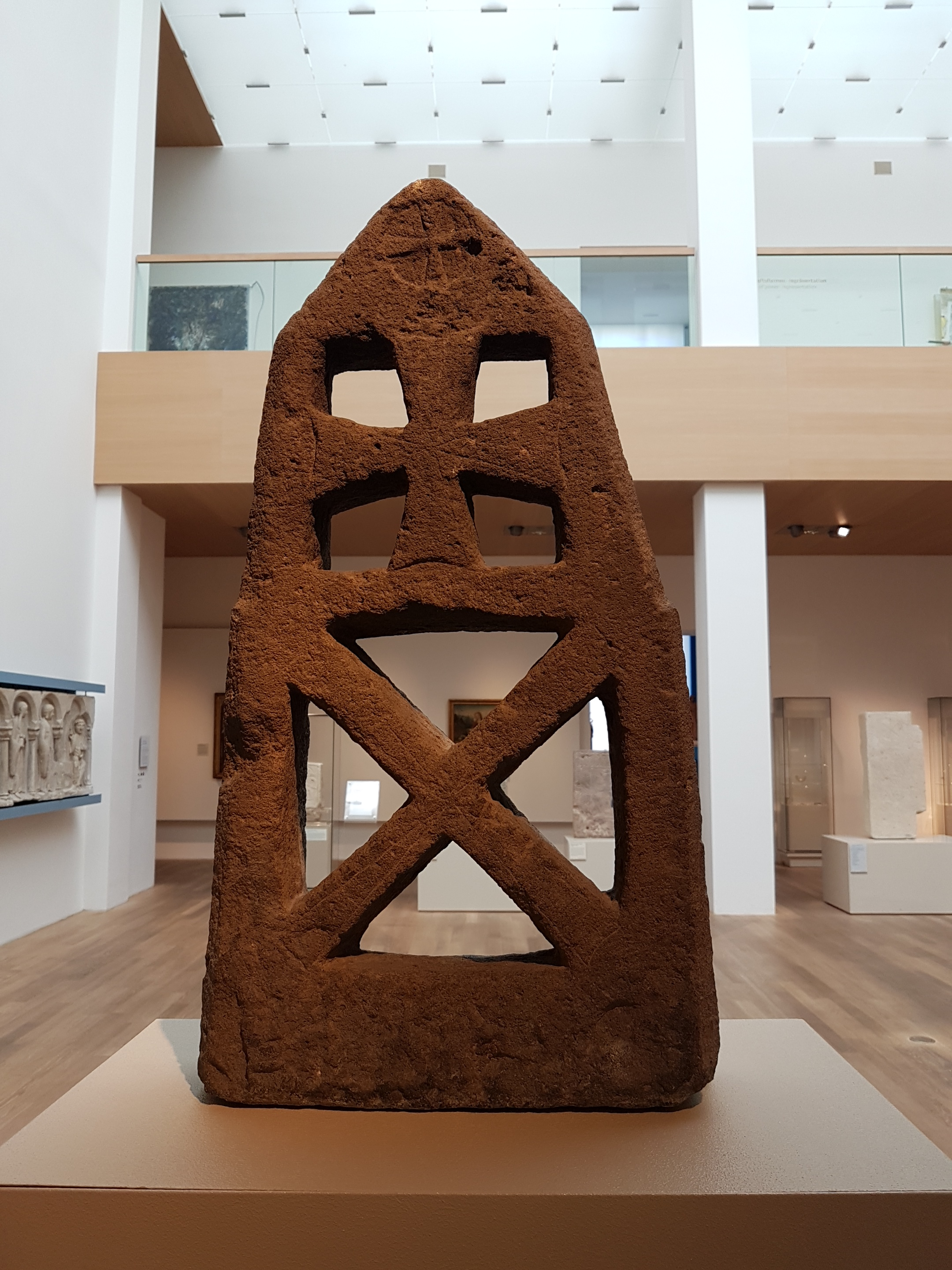
Stele von Moselkern im Rheinischen Landesmuseum Bonn

Das Merowinger-Kreuz von Moselkern gilt als älteste Skulptur nördlich der Alpen, die Christus am Kreuz darstellt. Die Stele stammt vom Ende des 7. Jahrhunderts und wurde um 1800 in Moselkern im heutigen rheinland-pfälzischen Kreis Cochem-Zell aufgefunden, während ihre Bedeutung erst 1915 entdeckt wurde. Heute befindet sie sich im Rheinischen Landesmuseum Bonn.

## Fundort

Das Merowingerkreuz auf dem Wappen von Moselkern

Das sogenannte Merowinger-Kreuz mit figürlichem Relief wurde um 1800 in Moselkern auf dem Friedhof bei der Pfarrkirche St. Valerius im Erdreich gefunden und zunächst neben der Kirche aufgestellt. Dort entdeckte es im September 1915 Geheimrat Schunck, der Erbauer des Cochemer Kaiser-Wilhelm-Tunnels, der seinen kulturhistorischen Wert erkannte. Der Fundort an der Friedhofsmauer ist heute durch eine Nachbildung in Kunststein und eine beschriftete Marmorplatte kenntlich gemacht. Bei dem Werkstein der Stele handelt es sich um Mayener Basaltlava aus den nahe gelegenen Basaltbrüchen der Vulkaneifel.
Die frühchristliche Grabstele muss im Zusammenhang mit weiteren Bodenfunden in Moselkern gesehen werden, dem römerzeitlichen Kerna (Wasserleitungen, Badeanlagen und Körpergräber aus spätrömischer Zeit sowie frühchristliche Grabsteine). Im Nachbarort Müden (Modinum) wurde ein Grabstein mit Christusmonogramm und Inschrift aus dem 6. Jahrhundert entdeckt; auch auf die frühchristlichen Fundstücke im Ortsteil Karden (Cardena) des benachbarten Ortes Treis-Karden ist hinzuweisen.

## Beschreibung
Die allseitig bearbeitete Grabstele aus Basaltlava ist 80 cm hoch, 44 cm breit und 14 cm stark. Sie hat eine rechteckige, sich nach oben leicht verjüngende Form mit giebelartigem Abschluss. Am unteren Ende befand sich ursprünglich ein Sockel von etwa 30 cm.  Die Vorderseite der Stele hat zwei durchbrochene Felder, das untere ausgefüllt mit einem Diagonalkreuz (Andreaskreuz) und das obere mit einem aufrechtstehenden Kreuz, dessen gleich lange Arme sich stetig verbreitern (Tatzenkreuz). Das Diagonalkreuz im unteren Feld wird von eingetieften Rillen quadratisch gerahmt; seine Kreuzbalken mit einem kleinen griechischen Kreuz im Schnittpunkt sind durch doppelte Rillen verziert.
Das ebenfalls quadratisch gerahmte Kreuz im oberen Feld zeigt in flachem Relief eine menschliche Figur, deren Körperhaltung an das Kreuz und dessen Rahmen angepasst ist. Der Körper und die Beine mit quergestellten Füßen sind aus den senkrechten Kreuzbalken herausgearbeitet. Die rechtwinklig abgebogenen Arme folgen dem quadratischen Rahmen; die Hände mit deutlich abgespreizten Daumen erfassen die Querbalken des Kreuzes. Der auffallend große kreisrunde Kopf im Giebelfeld lässt trotz des groben Materials ein menschliches Gesicht mit Augen, Nase, Mund, Haaransatz und Bart erkennen. Der Kopf ist von drei kleinen Kreuzen in leicht vertieften Kreisflächen nimbusartig umgeben. An der Brust der Figur und neben den Händen sind drei weitere kleine Kreuze zu sehen.
Auf der Rückseite der Grabstele befindet sich ein kleines griechisches Kreuz an der Stelle, wo auf der Vorderseite das menschliche Antlitz dargestellt ist. Auch an den Schmalseiten sind erhabene und eingeritzte Kreuze in unterschiedlichen Formen eingemeißelt.

## Würdigung
Die Stele gehört zu den wenigen Steindenkmälern mit einem figürlichen Relief, die aus der Merowingerzeit bekannt sind. Sie ist in ihrer Formgebung und mit ihren Darstellungen einzigartig. Durchweg wird sie in die jüngere Merowingerzeit auf Ende des 7. Jahrhunderts datiert. Die römische Sitte, Steindenkmäler auf die Gräber der Verstorbenen zu stellen, ist bei Merowingern und Franken unüblich, findet sich aber noch in den rheinischen Gebieten mit einem starken Anteil romanischer Bevölkerung, wie das auf zahlreiche Ortschaften an Mittel- und Untermosel zutrifft.
Die Deutung der Darstellung ist schwierig, weil überzeugende Parallelen fehlen. Wegen der zahlreichen christlichen Kreuzmotive (10 griechische, 4 lateinische, 2 diagonale Kreuze) liegt es nahe, die menschliche Gestalt als den aufrecht vor dem Kreuz stehenden Jesus zu sehen, mit Haupt und Armen außerhalb der Kreuzbalken. Anzeichen für eine Befestigung des Körpers am Kreuz sind nicht zu erkennen. Jesus ist hier nicht als der Gekreuzigte, sondern als Erlöser der Menschen und als Herrscher über den Kosmos dargestellt, wie dies den religiösen Vorstellungen in der fränkischen Kirche entsprach. Das Haupt der Gestalt ist wohl deshalb unverhältnismäßig groß, plastisch besonders durchmodelliert und von drei kleinen Kreuzen umgeben, weil es als „Hauptsache“ der ganzen Gestalt betont werden soll. Der Gesichtsausdruck ist der eines Lebenden. Diese Deutung wird durch den Aufbau der Stele von unten nach oben bekräftigt: von der geometrisch-symbolischen Form des Diagonalkreuzes als Kosmos über die herausgearbeitete abstrahierende Christusdarstellung bis zu dem von drei Kreuzen umgebenen Haupt Christi, das durch plastische Ausformung und Übergröße in seiner Bedeutung hervorgehoben wird. Diese Beobachtungen hat Victor H. Elbern im Katalog der Essener Ausstellung von 1956 zusammengefasst:

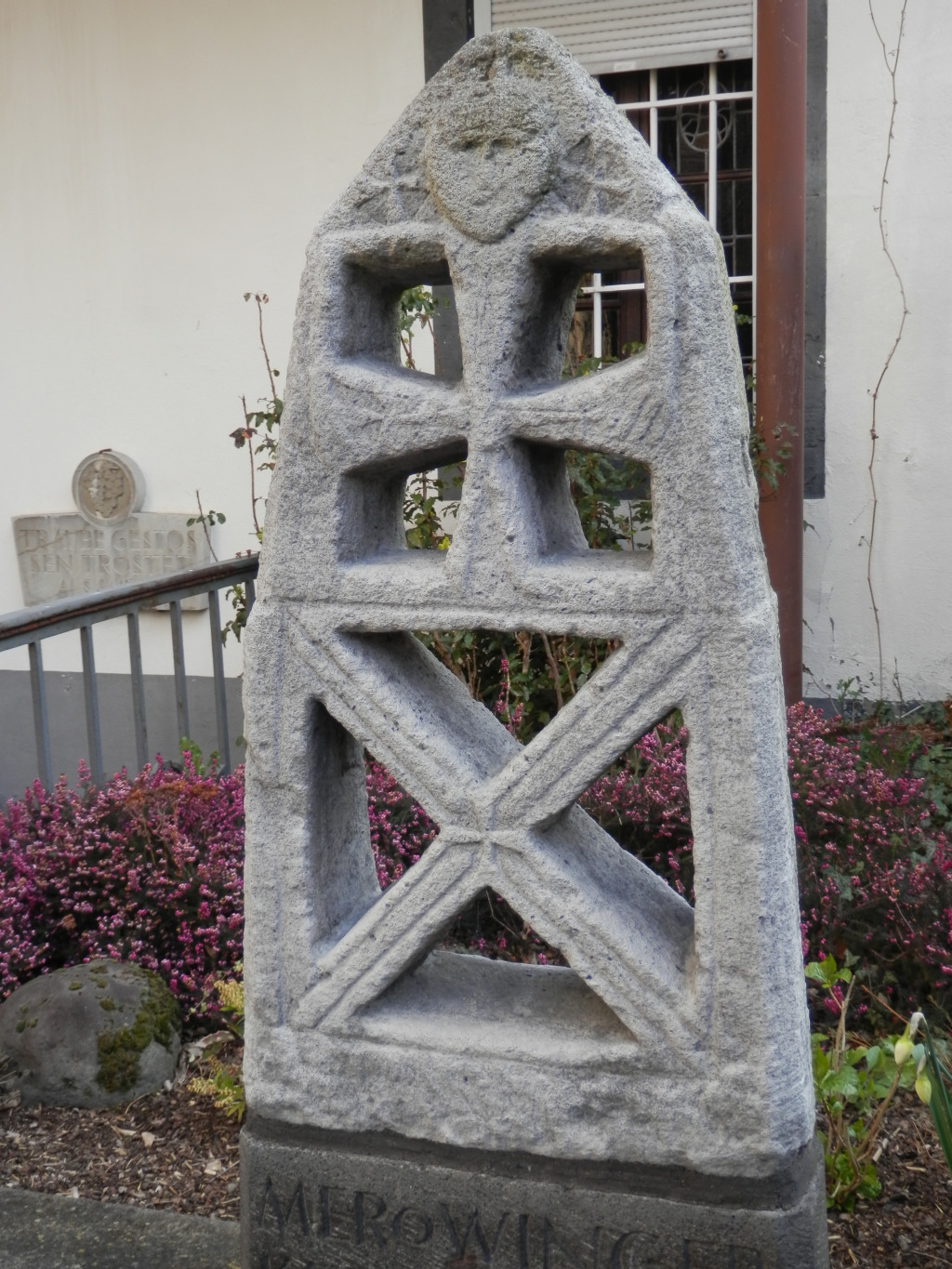
Kreuzstele mit figürlichem Relief, Ende 7. Jh., am Fundort aufgestellte Nachbildung in Originalgröße

„Eine der frühesten monumentalen Darstellungen des gekreuzigten Christus auf dem Kontinent nördlich der Alpen. Ikonographisch bedeutsam auch im Zusammenhang des kosmologisch (als vier Weltrichtungen bzw. -enden) zu verstehenden unteren Kreuzfeldes mit dem Gekreuzigten oben. Einheimisch-kontinentale, mediterrane und insulare Vorstellungen und Formelemente treffen an dem wichtigen Denkmal zusammen.“
Seine Formulierung „gekreuzigter Christus“ hat Victor H. Elbern später berichtigt als „vor dem Kreuz stehender Christus“.
Weniger überzeugend erscheint eine von neueren fotografischen Aufnahmen ausgehende Deutung des oberen Feldes der Stele: Bei seitlich einfallender Beleuchtung soll man im oberen Feld auf dem mittleren Kreuzbalken den Kopf und den Oberkörper einer kleinen menschlichen Figur erkennen können, wobei das verwitterte kleine Kreuz im Schnittpunkt der Kreuzbalken den Kopf und die schlecht zu erkennenden Formen zwischen den beiden kleinen Kreuzen auf dem Querbalken die ausgebreiteten Arme darstellen würden; die Hände dieser Figur sollen an den beiden seitlichen Kreuzen angenagelt sein; die kleinen Hände würden von den großen Händen der Hauptfigur gehalten, die man sich in diesem Fall außerhalb des Kreuzes stehend und das Kreuz mit ihren Armen rahmend vorzustellen habe. Weitere Deutungsversuche sind in der Fachliteratur zu finden.
Auch die Funktion dieser Stele konnte bisher nicht eindeutig festgestellt werden. Es wird vermutet, dass sie nicht als Grabstele privater Bestimmung angesehen werden kann, sondern „als Zeichen der memoria für das gesamte Gräberfeld“ gedient hat.
Das Merowinger-Kreuz und die erwähnten weiteren Bodenfunde in Moselkern, Müden und Karden sind wichtige Indizien für die Ausbreitung des christlichen Glaubens an der Untermosel, die dort bereits um 360 von Trier aus begonnen hatte. Namentlich bekannt sind der Priester Lubentius von Kobern, der im 4. Jahrhundert dem Archidiakonat Kobern an der Mosel vorstand, und Castor von Karden (ca. 325 bis ca. 400), der als Priester und Einsiedler bei Karden an der Mosel lebte.
Als Kulturdenkmal wurde das Merowinger-Kreuz u. a. gewürdigt durch Verwendung auf dem Umschlag des Ausstellungskatalogs Werdendes Abendland an Rhein und Ruhr, Essen 1956, sowie durch Aufnahme in das Wappen der Gemeinde Moselkern und als Entwurf für eine Sondermarke der Deutschen Bundespost.

## Ikonographische Einordnung

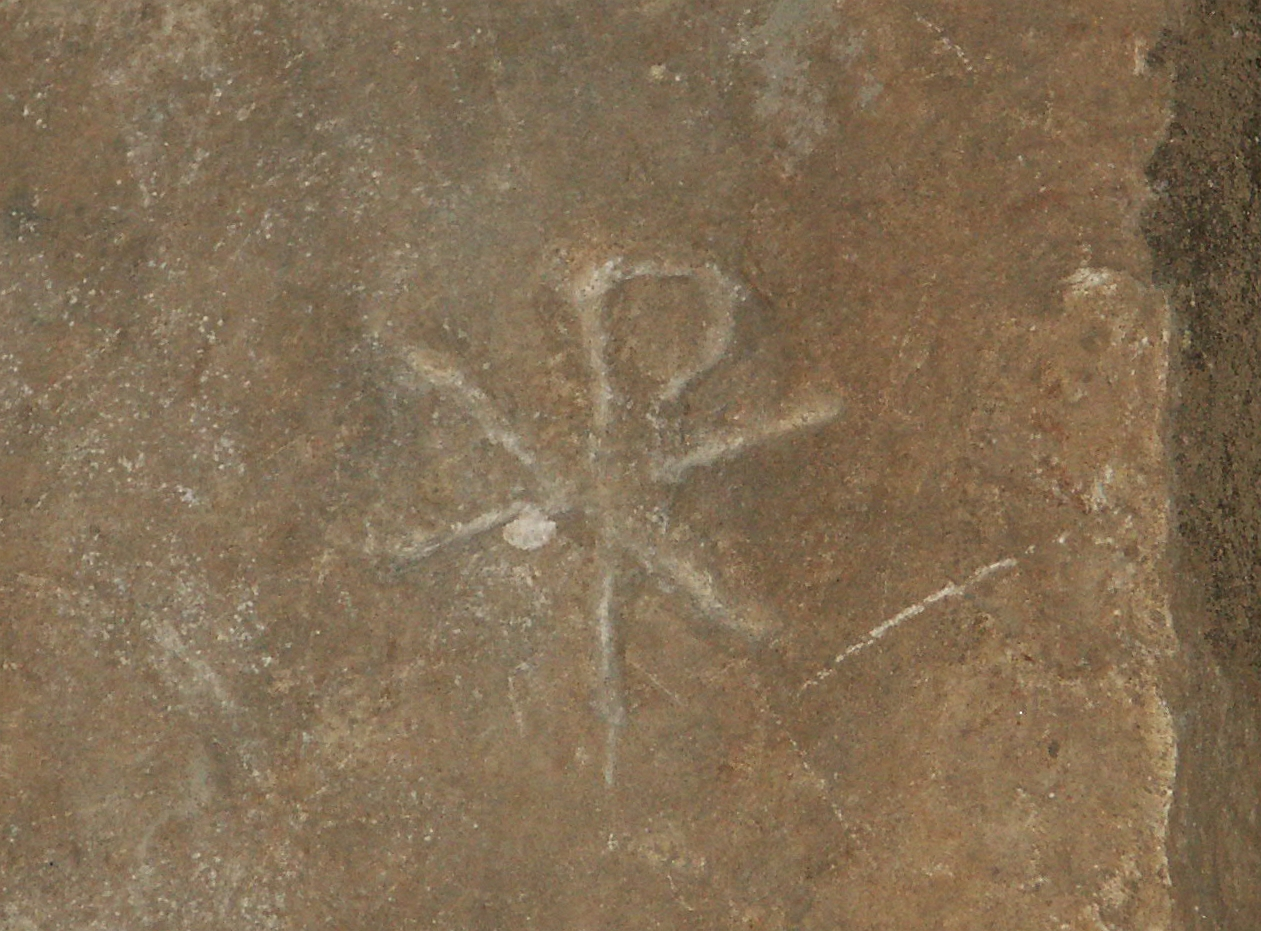
Christusmonogramm aus der Calixtus-Katakombe in Rom, 4. Jh.

Zu den ältesten christlichen Symbolen gehört weder das einfache Kreuz noch der Kreuzesstamm mit dem Gekreuzigten. Seit Ende des 2. Jahrhunderts wird zunächst nur das Staurogramm als Symbol verwendet, eine Kontraktion der Buchstaben T (Tau) und P (Rho) aus dem nomen sacrum, nämlich aus dem griechischen Wort σταυρός = Kreuz. Nach dem Sieg Kaiser Konstantins an der Milvischen Brücke kommt das Christogramm hinzu, bestehend aus den griechischen Anfangsbuchstaben des Namens Christus: Χ (Chi) und Ρ (Rho) in Ligatur. Beide Zeichen finden sich auf Wandmalereien in den Katakomben und auf christlichen Sarkophagen dieser Zeit.
Die gekreuzten Balken eines Kreuzes werden als christliches Symbol erst nach Anerkennung des Christentums (313) und nach der Kreuzauffindung in Jerusalem (320) üblich. Und weitere 100 Jahre vergehen, bis Jesus erstmals mit dem Kruzifix abgebildet wird. Beispiele sind insbesondere das Holzrelief am Portal der römischen Basilika Santa Sabina mit Jesus, der in der Haltung eines Gekreuzigten vor der Stadtmauer von Jerusalem steht (ca. 432), und die italische Elfenbeinschnitzerei mit Jesus am Kreuz (um 435).

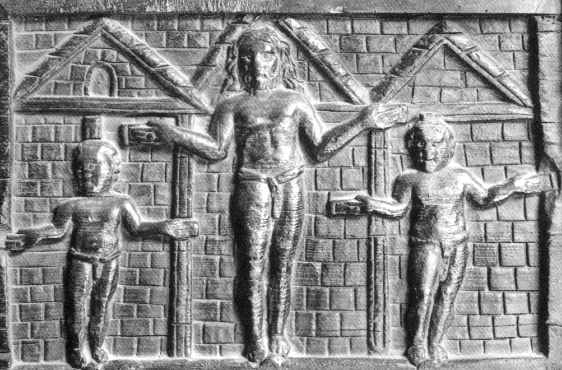
Kreuzigungsszene an dem Holzportal von Santa Sabina in Rom, um 432

In beiden Fällen wird Jesus lebend, mit geöffneten Augen und in hoheitsvoller Haltung dargestellt. Seit dem 7. Jahrhundert sind die irischen Hochkreuze bekannt, die anfangs nur ornamental und später auch mit Jesus am Kreuz skulptiert waren; bekanntestes Beispiel ist das Muiredach-Kreuz (9./10. Jahrhundert).
Vor diesem Hintergrund werden die Besonderheiten des so genannten Merowinger-Kreuzes von Moselkern deutlich: Dieses Relief zeigt nicht den an das Kreuz genagelten toten, sondern den aufrecht vor dem Kreuz stehenden lebenden Jesus. Dabei ist die Art der Darstellung ohne Vorbild; sie beschränkt sich in abstrahierender Weise auf die wesentlichen Elemente, um den Sieg Jesu Christi über den Tod und gleichzeitig seine Stellung als Herrscher über den Kosmos anschaulich zu machen, und das zu einer Zeit, die etwa 250 Jahre nach den ersten Bildwerken mit einem Crucifixus und etwa 100 Jahre vor der Wiederaufnahme dieses Motivs durch die karolingische Kunst liegt.